# Bordesholmalteret
Bordesholmalteret er et 6,5 m højt og 7 m bredt alter fra billedskæreren Hans Brüggemanns (ca. 1485-1523) værksted. Det blev lavet 1514-1521 til Bordesholm Klosterkirke. I 1666 blev det flyttet til Slesvig Domkirke, hvor det stadig er.
Alteret blev i 2006 medtaget i Kulturkanonen.

## Ekstern henvisning
- Artikel om alteret